# Kopciuszek II: Spełnione marzenia
Kopciuszek II: Spełnione marzenia (ang. Cinderella II: Dreams Come True) – amerykański film animowany z 2002 roku w reżyserii Johna Kafki.

## Fabuła
Bajka składa się z trzech historii opowiadających o życiu Kopciuszka na dworze królewskim.
Kopciuszek i królewicz wracają z podróży poślubnej. Królewicz musi z królem jechać do władz państwowych. Kopciuszek w tym czasie szykuje bankiet, w czym pomagają jej myszki i Dobra Wróżka, a także Prudencja, która daje jej m.in. lekcje etykiety. Kopciuszek szybko się orientuje, że życie królewskie jest trudniejsze, niż jej się wydawało. Królewna przekonuje się o tym, że najważniejsze jest pozostać sobą w każdej sytuacji. W końcu sprzeciwia się zasadom panującym na dworze królewskim.
Po jakimś czasie Kopciuszek ma zająć się organizacją Festiwalu Wiosny, w czym chce pomóc jej Jacek, ale nie ma ku temu okazji, bo wyręczają go w tym pracownicy pałacu. Zrozpaczony prosi Dobrą Wróżkę o przemienienie go w człowieka, jednak szybko zdaje sobie sprawę, że nie tak łatwo jest nim być.
Anastazja zakochuje się w piekarzu, jednak Macocha nie akceptuje tego związku, bo nie chce, by jej córka zadawała się z biedakiem. Kopciuszek obmyśla plan ponownego spotkania Anastazji z ukochanym. Para idzie razem na bal.

## Obsada głosowa
- Jennifer Hale – Kopciuszek
- Christopher Daniel Barnes – królewicz
- Rob Paulsen –
  - Jacek,
  - stary książę,
  - piekarz
- Corey Burton – Kajtek
- Russi Taylor –
  - Wróżka Chrzestna,
  - Misia,
  - Dafne,
  - Beatrycze,
  - Gryzelda
- Holland Taylor – Prudencja
- Andre Stojka – król
- Tress MacNeille – Anastazja
- Frank Welker –
  - Lucyfer,
  - Pom Pom
- Susan Blakeslee – hrabina Tremaine

I inni

## Wersja polska
Opracowanie wersji polskiej: Studio Sonica
Reżyseria: Krzysztof Kołbasiuk
Dialogi polskie: Elżbieta Łopatniukowa
Kierownictwo muzyczne: Marek Klimczuk
Teksty piosenek: Marek Robaczewski
Dźwięk i montaż: Zdzisław Zieliński
Organizacja produkcji: Elżbieta Kręciejewska
Opieka artystyczna: Magdalena Snopek
W wersji polskiej wystąpili:
- Katarzyna Tatarak – Kopciuszek
- Jacek Kopczyński – Królewicz
- Jacek Braciak – Jacek (dialogi)
- Wojciech Paszkowski –
  - Jacek (śpiew),
  - myszy
- Janusz Wituch – Kajtek (dialogi)
- Paweł Strymiński – Kajtek (śpiew)
- Mirosława Krajewska – Wróżka Chrzestna
- Krystyna Kozanecka – Misia
- Elżbieta Kijowska – Prudencja
- Jerzy Łapiński – król
- Piotr Bajor – stary książę
- Ilona Kuśmierska – Dafne
- Irena Malarczyk – Beatrycze
- Izabela Dąbrowska – Anastazja
- Michał Jarmicki – piekarz
- Ewa Decówna – hrabina Tremaine
- Katarzyna Bargiełowska – Gryzelda
- Józef Mika – myszy
- Jarosław Domin – myszy